# 南通礁
南通礁位于南沙群岛南部，皇路礁西南约42海里，是一座完整的环礁，低潮时出露，无礁门。由于出露时环礁成节不连续，故中国渔民向称“丹积”或“丹节”。1935年中华民国水陆地图审查委员会公布的名称为“路易萨礁”。1947年中华民国内政部方域司公布的和1983年中华人民共和国中国地名委员会公布的标准名称均为“南通礁”。英文名称为“Louisa Reef”。
目前汶萊实际控制该岛，中华人民共和国、中華民國政府皆宣称拥有其主权。南通礁也是文莱唯一在南海提出主权声索的岛礁。马来西亚在岛上修建了一座灯塔，但已经不再運作。馬來西亞尊重鄰國汶萊關於該礁位於其大陸架上的主張，對於南通礁問題做出了讓步。

## 历史
- 英国东印度公司的苏格兰籍船长、英国皇家学会会员霍尔斯伯格的《印度指南》（全称东印度，中国，澳大利亚，好望角及巴西航行指南）于1836年出版，其中第431页有南通礁（LOUISA SHOAL）一节：

|  | 南通礁（LOUISA SHOAL）呈椭圆形ESE―WNW走向，长约3英里，涨潮时，礁石常常被潮水湮没，最东端有两块小礁石出露水面。岛礁很陡，刮风时会有很高的浪花带；在一个晴天，鲁比（Ruby）号船员放下小艇划向珊瑚礁，他们登岛。在珊瑚礁西侧30码范围内，水深8寻。之后涨潮，洋流向ENE，速度每小时一英里。 许多船只都是近距离通过这片岛礁，选择最佳的经线仪和月球观测法（Lunar sight），测得岛礁位置北纬6°20’，东经113°18’。几位引航员测得此位置离礁北侧2英里多，离礁东侧6英里多。 |

- 1935年，中华民国政府公布的地图中对南通礁做了准确标准。

- 1988年，文莱声称对南通礁拥有主权。

- 1993年，南通礁被马来西亚实际控制。

- 2009年，根据马来西亚和文莱签署的协议，“确定了两国之间的领海，大陆架和专属经济区的最终划界”。该协议明确指出，文莱对南通礁所在的两个油区拥有主权。尽管马来西亚尚未正式放弃对南通礁的领土主张，但与文莱的协议大大削弱了马来西亚的主张[2]。但南通礁亦受到中华人民共和国监视并不定期巡航。
- 2018年9月，马来西亚砂拉越正式通过宪报，将其归纳于鲁克尼亚暗沙国家公园的一部分，使之成为全马最大的海洋保护区[5]。